# Grupo Cultural e Desportivo de Estorãos
Grupo Cultural e Desportivo de Estorãos é um clube português, com sede na freguesia de Estorãos, concelho de Fafe, distrito de Braga. O clube foi fundado a 12 de Setembro de 1980 e o seu actual presidente é José Fernando Vaz.